# Matthew Stuart, Lennox 4. grófja
Matthew Stuart (Dumbarton, 1516. szeptember 21. – Stirling, 1571. szeptember 4.) Lennox 4. grófja, a Stewart/Stuart-ház tagja, Skócia katolikus nemeseinek vezetője. 1570-től haláláig a Skót Királyság régense, VI. Jakab skót király nagyapja.

## Élete
Matthew Stewart John Stewart (1490–1526), Lennox 3. gróf és Elizabeth Stewart fia volt. Elisabeth a Stewart család másik ágából származott, az ő apja John Stewart (1437/1442–1512)  Atholl 1. grófja (VIII. létrehozás) volt.

### Korai évek
Matthew Stewart apja halála után, 1526-ban örökölte a Lennox grófja címet. Édesanyja Franciaországba küldte őt és fiatalabb öccsét, John Stewartot, hogy nagybátyjuk, Robert Stuart d’Aubigny viselje gondjukat, aki mindkettőjüket felvette a Garde Écossaise testőrségbe.

### Visszatérés Skóciába a katolikusok oldalán
Amikor V. Jakab skót király 1542-ben meghalt, Beaton bíboros sürgette Lennoxot, hogy térjen vissza Skóciába, és riválisa legyen James Hamiltonnak, Arran 2. grófjának. Lennox márciusban két hajóval érkezett meg Dumbarton kastélyába, nem sokkal azután, hogy a skót parlament Arrant kinevezte régensnek és a csecsemő Stuart Mária skót királynő örökösének. Mind Arran, mind Lennox trónigényt támaszthattak II. Jakab skót király lányának, Mary Stewartnak a leszármazottaiként. De Arran közvetlen férfiági unokaként jobb igénnyel rendelkezett, míg Lennox csak nőági dédunoka volt. Lennox azt állította, hogy Arran törvénytelen származású, mivel apja nem vált el első feleségétől, mielőtt feleségül vette volna Arran anyját.

### Skót belviszály
1543. július 1-jén Arran régens megkötötte az angliai Greenwich-i egyezményt, amely Máriát VIII. Henrik angol király fiával és örökösével, Eduárd herceggel kívánta eljegyezni. A régens elkezdte megerősíteni Linlithgow-palotát, ahol Mária édesanyjával, Lotaringiai Mária skót királynéval tartózkodott. Lennox szövetségre lépett a franciabarát Beaton bíborossal. Erőik a palota körül táboroztak, de nem rendelkeztek tüzérséggel az ostromhoz. A bíboros pártja titkos szövetséget kötött az angol házassági terv ellen. Képviselőik Kirklistonban, Edinburgh közelében tárgyaltak Arran embereivel, és megállapodtak abban, hogy Arran a skót tanács segítségével fog kormányozni, és Máriát áthelyezik Stirling várába. Lennox július 26-án kísérte át Máriát Stirlingbe, ahol 1543. szeptember 9-én megkoronázták. A koronázáson Lennox tartotta a jogarat. Bár Lennoxot Skóciába azzal a kilátással csábították, hogy feleségül veheti az özvegy Lotaringiai Máriát. szeptemberben már sokkal előkelőbb ajánlatot kapott Margaret Douglas – VII. Henrik angol király unokája, VIII. Henrik testvére, Tudor Margit skót királyné lánya, V. Jakab skót király testvére – személyében. Miután Lennox megszerezte a Lotaringiai Mária királynénak küldött francia pénzt és tüzérséget, Lotaringiai Mária lánya, a kis Mária királynő kezét ajánlotta neki házasságra.

### Francia barátságból angol barátságra váltás
Amikor a skót parlament elutasította a Greenwich-i egyezményt, Lennox oldalt váltott, és támogatni kezdte VIII. Henrik elutasított törekvését, hogy Máriát hozzáadják fiához, Eduárd herceghez. Ez az időszak „durva udvarlás“ (Rough Wooing) háború néven ismert. 1544 nyarán Lennox kifosztotta az Arran-szigetet, és Bute-szigeten megszerezte a hatalmat, valamint elfoglalta Rothesay kastélyát is, Henrik tizennyolc hajóból és nyolcszáz katonából álló támogatásával. A Glasgow Muir-i csatában Lennox serege Arran grófja nagyobb haderejét is visszavetette, és megszerezte az ágyúikat. Ennek ellenére a csata végül kedvezőbben alakult Arran grófja számára, mindkét oldalon körülbelül háromszázan estek el, Lennox pedig végül visszavonult Dumbarton kastélyába. Az angol oldalra állást teljes cím és vagyonelkobzást vont maga után.
Ezt követően Lennox megtámadta Dunoon kastélyát, felégette a közeli falut és templomot. Ezt követően nagy pusztítást végzett Kintyre nagy részén, de visszavonult Angliába. VIII. Henrik Lennoxot Skócia régensének ismerte el – de ez nem jelentett sokat, mivel nem volt Skócia ura. 1547 szeptemberében Lennox csatlakozott az újabb angol inváziós sereghez. Lennox és Thomas Wharton közösen vezettek ötezer fős csapata lefoglalta Castlemilk-et és felégette Annant.

### Angol barátságból francia barátságra váltás
1548 augusztusában Lennox négy ígéretet tett Lotaringiai Máriának, hogy megszerezze hozzájárulását leánya, Mária skót királynő és II. Ferenc francia király házasságához. A katolikus hit megőrzését, az Auld Alliance védelmét, a Lotaringiai Mária gyám szerepének biztosítását és az Anglia-pártiak megbüntetését vállalta.
1564 októberében, amikor Mária skót királynő újabb házassági tárgyalásokba kezdett, I. Erzsébet angol királynő ösztönzésére Lennox visszatért Skóciába, visszanyerte minden elkobzott rangját és címét és a Holyrood-palotában kapott szállást. Ott gazdag ajándékot, órát, tükörrel ékesített ékszert és gyémántgyűrűket adott át az udvarhölgyeinek, valamint egy különösen szép ajándékot Mária királynőnek. Lennox hamar Skócia egyik legbefolyásosabb főura lett, és fontos szerepe volt fia, Lord Darnley és Mária királynő házasságának létrejöttében. Erzsébet királynő nemtetszését fejezte ki emiatt, és Lennox feleségét, Margaret Douglast a Towerbe záratta.

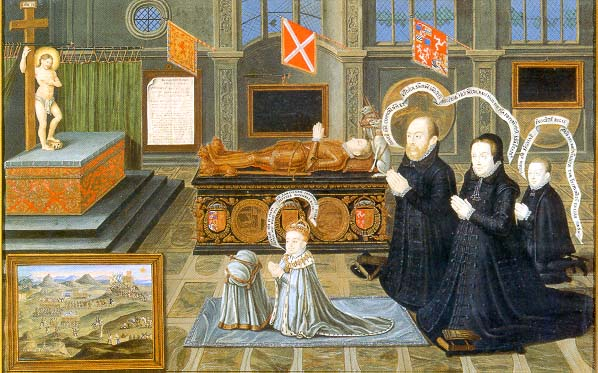
Matthew Stewart, Lennox 4. grófja, felesége Lady Margaret Douglas, fiatalabb fia, Charles Stuart, Lennox leendő 1. grófja (III), és unokája, VI. Jakab skót király a Krisztus a keresztfán kép előtt imádkozik és sír, fia, Henrik, Lord Darnley meggyilkolása miatt.

Lennox, miután fiát, Lord Darnley-t 1567 elején meggyilkolták, minden erejével és befolyásával a gyilkosságot elkövető lordok ellen fordult. Fő tanúként lépett fel Mária királynő ellen is.

### Régens
1570-ben Lennox unokája, VI. Jakab skót király kiskorúsága idejére Skócia régense lett. Azonban Mária királynő támogatói háborút hirdettek ellene. Egy évvel később, 1571. szeptember 4-én Stirlingben halálos sebet kapott egy összecsapásban, amikor a Mária-párti erők támadást intéztek a város ellen. A támadást George Gordon, Huntly 5. grófja, Claude Hamilton, valamint Buccleuch és Ferniehurst kisbirtokosai vezették. Az első jelentések szerint Lennoxot saját emberei lőtték le, míg William Kirkcaldy of Grange azt állította, hogy a halálos lövést Mária pártjának egyik embere adta le, egy másik forrás pedig David Bochinant-t nevezte meg gyilkosként.
Lennoxot feltehetően a strilingi vár Királyi Kápolnájában temették el, amely különleges elhelyezést jelentett volna. A kastély régi kápolnája feltárásakor, a Governor's Kitchen nevű helyen találtak egy sírt, amely a korabeli időszakra datálható, és akár Lennoxé is lehetett.

## Családja
Stewart Lennox felesége Margaret Douglas (1515–1578) – VII. Henrik angol király unokája, VIII. Henrik testvére, Tudor Margit skót királyné lánya, V. Jakab skót király testvére – volt. Két nagykorúságot megélt gyermekük született:
- Henrik (1545–1567), Lord Darnley. Felesége Stuart Mária (1542–1587) volt.
  - Jakab, aki később VI. Jakab néven skót, I. Jakab néven angol király lett.
- Charles Stewart (1555–1576), Lennox 1. grófja (harmadik létrehozás). Felesége: Elizabeth Cavendish (1555–1582)
  - Arabella Stewart (1575–1615)[m 6]. Férje William Seymourhoz (1588 – 1660. október 24.), Somerset 2. hercege[m 7]